# Hrachuhí Bassénz
Hrachuhí Bassénz (* 1979 in Jerewan, Armenische SSR, Sowjetunion) ist eine armenische Opernsängerin (Sopran).

## Leben

### Herkunft und Ausbildung
Hrachuhí Bassénz stammt aus einer musikalischen und künstlerischen Familie. Ihre Mutter war Tänzerin und pflegte den Gesang. Sie war auch ihre erste Gesangslehrerin. In ihrer Jugend war Bassénz Mitglied in einer jungen Musikgruppe, die aus drei Jazzsängerinnen und einer Opernsängerin bestand. Hier hatte Bassénz erste Auftritte mit Jazzsongs.
Sie absolvierte dort zunächst ein Violinstudium, das sie 1994 mit Erfolg abschloss. Ihre Gesangsausbildung erhielt sie von 1996 bis 2002 am Staatlichen Konservatorium in Eriwan bei Gayane Geghamyan. 1997 war sie Preisträgerin des 5. Gesangswettbewerbs der Republik Armenien. Im Jahr 2000 erreichte sie den 1. Preis für armenisches Kirchenlied (Scharakan) beim „Hildegard Pabelick-Jentsch-Preis“, dem ersten Armenisch-Deutschen Gesangsfestival. Im Jahre 2005 nahm sie in Wien am Internationalen Hans-Gabor-Belvedere-Gesangswettbewerb teil.

### Festengagements
Beim Belvedere-Gesangswettbewerb erhielt sie von dem damaligen Gelsenkirchener Intendanten Peter Theiler direkt ein Festengagement ans Musiktheater im Revier. Im Jahre 2006 zog Bassénz dann nach Deutschland. Von 2006 bis 2008 gehörte sie dem Musiktheater im Revier als festes Ensemblemitglied an. Dort sang sie u. a. die Leonora in der Verdi-Oper Il trovatore (2006 und 2007, ihre Debütrolle), Donna Elvira in Don Giovanni (2007), Micaëla in Carmen (2007), Amelia in Simone Boccanegra (2007), Mimì in La Bohème (Spielzeit 2007/08), Desdemona in Otello (2008) und Selika in L’Africaine (2008).
Seit der Spielzeit 2008/09 ist sie, wieder unter der Intendanz Peter Theilers, festes Ensemblemitglied am Staatstheater Nürnberg. Sie übernahm dort als Haussängerin zahlreiche Hauptrollen und wurde eine der „prägenden Solistinnen“ des Staatstheaters Nürnberg. Wichtige Nürnberger Partien waren u. a. Mimì, Elvira (I puritani), Königin der Nacht (Die Zauberflöte), Micaëla, Donna Elvira, Gräfin Almaviva (Le nozze di Figaro), Liù (Turandot), Valentine (Les Huguenots, Spielzeit 2013/14, mit Live-Übertragung über BR-Klassik) und Violetta Valéry (La Traviata). In der Spielzeit 2016/17 übernahm sie am Staatstheater Nürnberg die Titelpartie in der Oper Norma. Mit dieser Rolle war sie dort auch im September/Oktober 2017 wieder zu hören.
Im Bereich der Operette sang Bassénz am Staatstheater Nürnberg die Sylva Varescu in der Kálmán-Operette Die Csárdásfürstin (2009) und Rosalinde in Die Fledermaus (2013). 2010 trat sie als Solistin beim Nürnberger Opernball auf. Im Juli 2011 war sie Solistin beim „Klassik Open Air“ in Nürnberger Luitpoldhain mit der Staatsphilharmonie Nürnberg unter der Leitung des Augsburger GMDs Dirk Kaftan.

### Gastspiele
Bassénz gastierte am Staatstheater Darmstadt (2007, als Trovatore-Leonora), am Staatstheater Kassel (2011, als Desdemona), am Theater Augsburg (Spielzeit 2011/12, als Micaëla), an der Baltischen Oper/Opera Bałtycka in Danzig (2011, als Violetta), an der Opéra National de Bordeaux (2013, als Königin der Nacht), beim Landestheater Niederbayern (Spielzeit 2014/15, als Violetta), am Musiktheater im Revier (2016, als Norma), an der Israelischen Oper in Tel-Aviv (November/Dezember 2016, als Norma), in der Schweiz, sowie Österreich, Russland, in der Türkei, Zypern, dem Libanon und den USA.
Im Sommer 2013 sang sie bei der Oper Schenkenberg in Schinznach-Dorf die Rolle der Leonora in der Verdi-Oper Il trovatore. In der Spielzeit 2013/14 gab sie Konzerte mit Verdis „Requiem“ unter der Leitung von Marcus Bosch mit dem Tschechischen Philharmonischen Chor Brünn und den Stuttgarter Philharmonikern im Festspielhaus Congress Centrum Heidenheim und nahm beim 19. Internationalen Festival „Musical Olympus“ in St. Petersburg mit dem Orchester des Mariinsky-Theaters teil.
In der Spielzeit 2015/16 gastierte sie am Theater Hof als Gräfin in Le nozze di Figaro. Im Februar 2017 gab sie ihr Debüt am Royal Opera House Covent Garden in London mit der Titelrolle der Oper Adriana Lecouvreur.
Im August 2017 gab Bassénz mit der Rolle der Mimì ihr Debüt an der Sächsischen Staatsoper in Dresden; mit derselben Rolle folgte im September 2017 ihr Haus-Debüt an der Wiener Staatsoper. Im Januar/Februar 2018 singt Bassénz die Rolle der Norma an der Norske Opera in Oslo.

### Tondokumente
Bassénz ist auf verschiedenen CDs und DVDs zu hören. 2002 erschien ihre erste CD (The Diving Liturgy of the Armenian Church) mit liturgischer Musik des armenischen Komponisten Makar Jekmaljan. Auf CD sang sie außerdem die Hauptrolle in Johann Simon Mayrs Oratorium Il sacrificio di Iefte (2009) und die Calliope in La Toison d'or (Das goldene Vlies) von Johann Christoph Vogel (2012). Sie nahm außerdem eine Weihnachts-CD mit Winter- und Weihnachtsmusik mit der Neuen Philharmonie Westfalen unter der Leitung von Heiko Mathias Förster (2007) und zeitgenössische Musik armenischer Komponisten auf.

### Auszeichnungen
2011 wurde Bassénz mit dem Bayerischen Kunstförderpreis ausgezeichnet. Die Jury lobte besonders ihre „hohe Bühnenpräsenz und ihr außergewöhnlich breites, stimmliches und darstellerisches Repertoire“. 2013 erreichte sie den 2. Platz beim Gesangswettbewerb „Voci Verdiane“ in Busseto.

### Privates
Bassénz ist verheiratet und Mutter eines Sohnes. Ihr Mann singt als Bass im Nürnberger Opernchor. Bassénz engagiert sich in der armenischen Gemeinde in Nürnberg für die Belange ihres Heimatlandes Armenien.